# Granada CF
Granada Club de Fútbol (phát âm tiếng Tây Ban Nha: [gɾaˈnaða ˈkluβ ðe ˈfuðβol]), được gọi đơn giản là Granada hoặc "Graná", là một câu lạc bộ bóng đá chuyên nghiệp Tây Ban Nha có trụ sở tại thành phố Granada, trong cộng đồng tự trị Andalusia, thi đấu ở Segunda División sau khi xuống hạng La Liga mùa giải 2023–24. Cổ đông chính của câu lạc bộ là công ty Desport của Trung Quốc với chủ tịch Jiang Lizhang. Câu lạc bộ được thành lập vào năm 1931 với tên Club Recreativo Granada, và thi đấu các trận sân nhà tại sân vận động Los Cármenes mới.
Kể từ ngày 17 tháng 7 năm 2020, câu lạc bộ đứng ở vị trí 22 trong bảng phân loại điểm lịch sử của Giải hạng Nhất và thứ 20 trong bảng xếp hạng lịch sử của Giải hạng Nhất theo số mùa giải, nơi họ đã tham gia 25 mùa giải và hai lần về đích ở vị trí thứ sáu. Granada là á quân Copa del Rey năm 1959 (khi đó được gọi là Copa del Generalísimo). Câu lạc bộ đã kết thúc mùa giải 2019–20 ở vị trí thứ 7, đủ điều kiện tham dự lần đầu tiên góp mặt ở châu Âu, tại UEFA Europa League, nơi họ lọt vào tứ kết.

## Cầu thủ

### Đội hình hiện tại
Tính đến ngày 2/9/2024.
Ghi chú: Quốc kỳ chỉ đội tuyển quốc gia được xác định rõ trong điều lệ tư cách FIFA. Các cầu thủ có thể giữ hơn một quốc tịch ngoài FIFA.
| Số | VT | Quốc gia    | Cầu thủ                                   |
| -- | -- | ----------- | ----------------------------------------- |
| 1  | TM | Pháp        | Luca Zidane                               |
| 2  | HV | Tây Ban Nha | Rubén Sánchez (mượn từ Espanyol)          |
| 3  | HV | Tây Ban Nha | Miguel Ángel Brau                         |
| 4  | HV | Tây Ban Nha | Miguel Rubio                              |
| 5  | HV | Tây Ban Nha | Pablo Insua                               |
| 6  | TV | Cameroon    | Martin Hongla                             |
| 7  | TĐ | Argentina   | Lucas Boyé                                |
| 8  | TV | Tây Ban Nha | Gonzalo Villar                            |
| 9  | TĐ | Israel      | Shon Weissman                             |
| 10 | TĐ | Albania     | Myrto Uzuni                               |
| 11 | TĐ | Gruzia      | Giorgi Tsitaishvili (mượn từ Dynamo Kyiv) |
| 12 | HV | Tây Ban Nha | Ricard Sánchez                            |
| 13 | TM | Tây Ban Nha | Marc Martínez                             |
| 14 | HV | Tây Ban Nha | Ignasi Miquel (đội phó thứ 2)             |

| Số | VT | Quốc gia    | Cầu thủ                       |
| -- | -- | ----------- | ----------------------------- |
| 15 | HV | Tây Ban Nha | Carlos Neva (đội phó)         |
| 16 | HV | Tây Ban Nha | Manu Lama                     |
| 17 | TĐ | Canada      | Theo Corbeanu                 |
| 18 | TV | Ba Lan      | Kamil Jóźwiak                 |
| 19 | TV | Brasil      | Reinier (mượn từ Real Madrid) |
| 20 | TV | Tây Ban Nha | Sergio Ruiz                   |
| 22 | TĐ | Tây Ban Nha | Pablo Sáenz                   |
| 23 | TV | Tây Ban Nha | Manu Trigueros                |
| 24 | HV | Tây Ban Nha | Loïc Williams                 |
| 26 | TV | Tây Ban Nha | Sergio Rodelas                |
| 27 | TĐ | Sénégal     | Sérigné Faye                  |
| 28 | HV | Ghana       | Oscar Naasei Oppong           |
| 30 | TĐ | Tây Ban Nha | Siren Diao (mượn từ Atalanta) |
| —  | TV | Tây Ban Nha | José Masllorens               |

### Cho mượn
Ghi chú: Quốc kỳ chỉ đội tuyển quốc gia được xác định rõ trong điều lệ tư cách FIFA. Các cầu thủ có thể giữ hơn một quốc tịch ngoài FIFA.
| Số | VT | Quốc gia    | Cầu thủ                                          |
| -- | -- | ----------- | ------------------------------------------------ |
| —  | TV | Tây Ban Nha | Gerard Gumbau (tại Rayo Vallecano đến 30/6/2025) |

### Đội ngũ kỹ thuật
| Chức vụ                                     | Tên                                                    |
| ------------------------------------------- | ------------------------------------------------------ |
| Huấn luyện viên                             | Paco López                                             |
| Trợ lý Huấn luyện viên                      | Josep Alcácer                                          |
| Trợ lý kỹ thuật                             | Javier Orero                                           |
| Huấn luyện viên thủ môn                     | Rafael Avilés                                          |
| Huấn luyện viên thể hình                    | José A. Morcillo Alejandro Gutiérrez                   |
| Nhà phân tích                               | Carlos Luengo José Gutiérrez                           |
| Giám đốc Dịch vụ Y tế                       | Dioni González                                         |
| Bác sĩ                                      | Pablo Puertas                                          |
| Nhà vật lý trị liệu                         | Alberto Lara Alberto Vera Juan Sánchez Fernando García |
| Huấn luyện viên thể hình phục hồi chức năng | Manuel Dimas                                           |
| Chuyên gia dinh dưỡng                       | José M. Giménez                                        |
| Người đại diện                              | Manuel Lucena                                          |
| Quản lý trang phục                          | Antonio Saúl Hidalgo Miguel García                     |
| Phát ngôn viên trận đấu                     | Pedro Rubio                                            |

Cập nhật lần cuối: October 2022
Nguồn: Granada CF